# Heterophilus dentitibialis
Heterophilus dentitibialis é uma espécie de coleóptero da subfamília Philinae, com distribuição na China e Tibete.